# Svartskägg
Edward Teach (alternativt: Edward Thatch), främst känd under smeknamnet Svartskägg, född omkring 1680 i trakten kring Bristol i England, död 22 november 1718 utanför Ocracoke Island vid North Carolinas kust, var en ökänd piratkapten under sjöröveriets guldålder (cirka 1650 till 1730) som härjade runt om Karibien. Han kapade flera skepp och förde under sin storhetstid befälet över flera fartyg (bland annat piratkaptenen Stede Bonnets fartyg). Detta gjorde honom både fruktad och beundrad under sin tid, och idag är han en av de mest kända och legendariska sjörövarna genom tiderna.
Svartskägg är mycket mytomspunnen och det har sagts att han hade en koppling till djävulen själv. Enligt populär sägnen ska hans personliga Jolly Roger-flagga ha burit ett skelett med horn, vilken spetsar ett hjärta med ena handen, och skålar till djävulen med den andra.[källa behövs]

## Biografi
Under sin tid som sjörövare gick han under fler än tretton olika namn. Förutom "Svartskägg" var även "Havsdjävulen" ett återkommande namn som han använde sig av. Svartskägg seglade skeppet Queen Anne's Revenge och var en av de mest fruktade sjörövarna på sin tid.
I många år höll sig Svartskägg undan flottan, och gjorde många kapningar, och det gick hemska sägner om honom som att han sålt sin själ till djävulen, att han slitit lungorna ur en man som fortfarande levde och liknande.
Svartskägg var känd för att alltid bära sex skarpladdade pistoler vart han än gick, och för att – när han bordade skepp – ha glödande bitar av salpeterindränkt hamparep, fastsatta i sitt skägg så att en mystisk dimma ramade in hans ansikte.
Sannolikt är myterna om Svartskägg mycket överdrivna. Han tycks i själva verket varit en bildad person, rättvis och välsedd av sin besättning. Han ska aldrig ha skadat någon krigsfånge i onödan. I land har han ofta beskrivits som ovanligt välklädd och distingerad. Han kunde lätt förväxlas med vilken kolonial tjänsteman som helst.
Det diaboliska ryktet var något han vårdade, liksom sitt teatrala utseende i strid. Med teatereffekter undvek han sannolikt blodbad. Svartskägg var cirka två meter lång och vägde cirka 125 kilogram. Vid en tid hade han fjorton fruar.

### Tillfångatagande

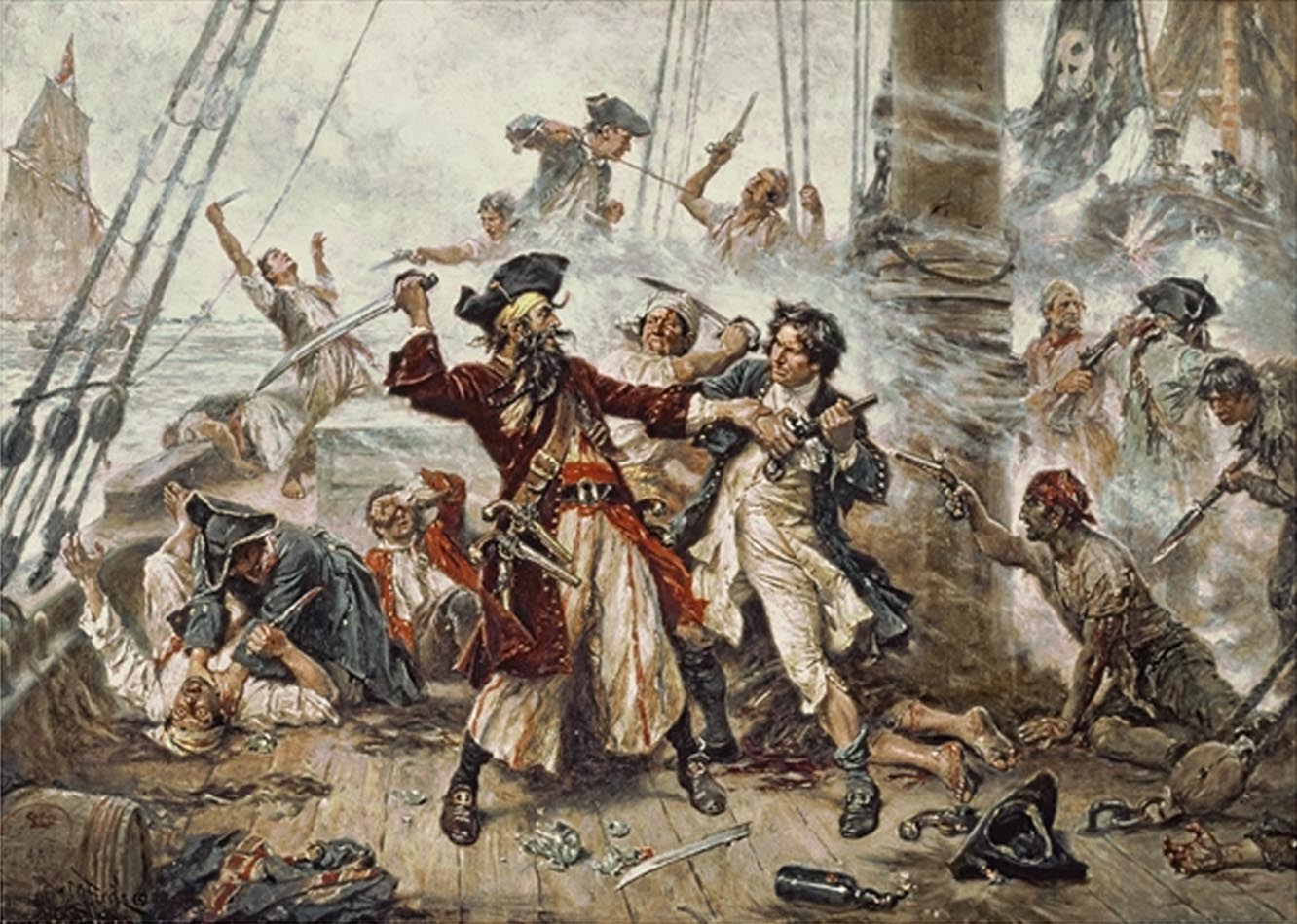
"Capture of the Pirate, Blackbeard" (Tillfångatagandet av kapten Svartskägg) år 1718 målning som avbildar slaget mellan Svartskägg och Robert Maynard i Ocracoke Bay.

Svartskäggs flagga. 'Din tid är ute'.

Han infångades av Robert Maynard (vars skepps namn var HMS Pearl), en löjtnant och skicklig piratjägare. Men Svartskägg var en man som inte gav sig, och en blodig bordning övergick till en duell mellan löjtnanten och sjörövarkaptenen. Enligt sägnen tog Svartskägg emot 20 svärdshugg och 5 pistolskott innan han stupade och hans huvud avlägsnades från kroppen och hängdes på bogsprötet. Det sägs även att när man slängt hans kropp över bord simmade den trotsigt sju varv runt skeppet innan den sjönk.
Svartskäggs besättning ställdes inför rätta, för att sedan möta galgen.

## I populärkulturen

### Film och serier
- Filmen Kapten Svartskägg från 1952, med Robert Newton i titelrollen, regi av Raoul Walsh.
- Filmen Pojken och piraterna från 1960, med Murvyn Vye i rollen som Svartskägg.
- Filmen Spöke på villovägar från 1968, med Peter Ustinov i titelrollen, baserad på en roman av Ben Stahl.
- I filmen Pirates of the Caribbean: I främmande farvatten från 2011 är Svartskägg (spelad av Ian McShane) en av antagonisterna.
- I TV-serien Crossbones från 2014 är Svartskägg (spelad av John Malkovich) huvudkaraktär.
- I säsong tre och fyra av TV-serien Black Sails spelar Ray Stevenson Svartskägg.
- Hugh Jackman porträtterar Svartskägg i Peter Pan-filmen Pan från 2015, i regi av Joe Wright.
- Svartskägg finns även med i den japanska mangan One Piece.
- I TV-serien Our Flag Means Death från 2022 spelas Svartskägg av Taika Waititi.

### Spel
Svartskägg förekommer i spel som Sid Meier's Pirates! från 2004 och Assassin's Creed IV: Black Flag från 2013.  
Han har också gett namn åt sällskapsspelet Blackbeard från 1991 och dess uppföljare från 2008.